# Темерко Олександр Вікторович
Олександр Вікторович Темерко (англ. Alexander Temerko, нар. 09.09.1961, УРСР) — відомий британський бізнесмен українського походження. Директор і заступник голови британської компанії OGN Group. Від 2011 року громадянин Великої Британії.

## Життєпис
Народився 9 вересня 1961 року в УРСР. 
У 1987 році закінчив Московський інститут електроніки та математики, де здобув диплом бакалавра.
Темерко почав свою кар'єру в галузі науки про навколишнє середовище, спочатку як головний інженер капітального будівництва в Державному комітеті СРСР з питань охорони навколишнього середовища, а потім як директор відділення охорони навколишнього середовища при Міністерстві лісового господарства.
Прихильник демократичного руху. Після розпаду СРСР Олександр Темерко став ключовим перемовником в команді, яка сформувалася навколо Бориса Єльцина. У 1991 році займався штабом сил оборони, захищаючи російський Білий дім від військової хунти, виступаючи переговірником з радянськими військовими щоб переконати їх залишитися нейтральними.
Незабаром він був запрошений приєднатися до Комітету з оборони та безпеки як член правління, відповідальний за формування нових російських військових сил. У 1991 році він став головою Комітету з питань соціального забезпечення військовослужбовців, незалежної урядової установи, яка згодом увійшла до складу Міністерства оборони РФ. Комітет відповідав за пенсійне забезпечення та розквартирування військових, і вирішення їх соціальних і побутових питань.
Продовжив свою кар'єру як промисловий менеджер — з 1995 року був президентом Спеціалізованої корпорації оборонних галузей промисловості «Російська Зброя», яка постачала озброєння для збройних сил РФ. Він займав цей пост протягом п'яти років, протягом яких він отримав кваліфікацію бакалавра юридичних наук в Інституті державного адміністрування (1999 рік).
У 2000 році Олександр Темерко почав кар'єру в енергетичній галузі, був заступником голови та членом ради директорів компанії ЮКОС.
Після арешту Михайла Ходорковського в 2003 році, він взяв на себе повноваження віце-президента компанії ЮКОС, та у травні 2005 року після незаконної експропріації активів ЮКОСа на користь «Роснефть» адміністрацією Путіна, він покинув компанію й був змушений переїхати до Великої Британії. У Росії Темерка звинувачували в шахрайстві за розкрадання акцій «Єнісейнафтогаз» і оголосили в розшук. Британія відмовилася екстрадувати його до Росії.
У 2008 році він став директором і заступником голови OGN Group (Волсенд, ВБ) — найбільшого постачальника інженерних і будівельних послуг на морських родовищах нафти та газу. OGN будує платформи для видобутку у Північному морі та бере активну участь у розвитку вітропарків.
Олександр Темерко є активним прихильником енергетичної безпеки та стійкості Великої Британії, а також, з 2012 року, є членом і основним донором Консервативної партії Британії, де він є членом «групи лідерів».
Зараз керує британською компанією OGN Group і публікує колонки про ситуацію в енергетичній сфері в «The Guardian», «Financial Times» і «The Observer».
Темерко підтримує Україну в конфлікті з Росією. У березні 2015 року у своїй колонці у «The Guardian» він висловив думку, що Британія повинна допомогти Україні зі зброєю. 

## Нагороди
Серед його нагород і визнань є Диплом Національного комітету ЮНЕСКО РФ «За видатний внесок в рамках проекту ЮНЕСКО по збереженню об'єктів всесвітньої культурної спадщини» (2004 рік);приз ім. Михайла Ломоносова за видатний внесок в розвиток науки, освіти, культури та мистецтва (2003 рік); медаль ордена «За заслуги перед Вітчизною» 2-го ступеня (2000 рік) і медаль «Захиснику вільної Росії» (1993 рік).